# نبل (حلب)
نبل مدينة سورية، وهي مركز ناحية نبل التابعة لمنطقة أعزاز في محافظة حلب. تقع شمال غرب مدينة حلب، بالقرب من جبل سمعان، وتبعد عن مدينة حلب حوالي 20 كيلومترًا غرب الطريق الدولية المؤدية إلى تركيا.
تقع نبل في منطقة تاريخية، حيث تبدأ غرب المدينة سلسلة من المواقع الأثرية المعروفة في سوريا باسم "المدن الميتة" أو "المدن المنسية".
بلغ عدد سكان المدينة 21,039 نسمة عام 2004، بينما بلغ عدد سكان ناحية نبل 51,948 نسمة. يعمل معظم السكان في التجارة، وتتوافر كافة الخدمات في المدينة، حيث توجد حافلات نقل صغيرة (السرافيس) تعمل على خط مدينة حلب، بالإضافة إلى عدد من سيارات الأجرة التي تخدم مركز حدود المدينة. 
ينتمي أغلب سكان نبل إلى الطائفة الشيعية الاثني عشرية (الجعفرية الإمامية).
يتوسط المدينة تل أثري قديم لم يتم فك رموزه بعد، بالإضافة إلى ساحة تحتوي على نافورة.

## التسمية
اسم «نبل» هو اسم آرامي، مثل العديد من الأسماء الآرامية المنتشرة في المنطقة.
ويذكر الشيخ كامل الغزي في كتابه نهر الذهب في تاريخ حلب أن اسم «نبل» مشتق من اسم إله آرامي يُدعى «نبو»، وهو إله العلم والمعرفة والسمو والرفعة عند الآراميين. كما يذكر الغزي أسماء عدد من المزارع المحيطة بمدينة نبل مثل: «كفر حشيم»، و«باطموس»، و«القنطرة»، و«النهرية»، و«الزيدية»، والتي لا تزال معروفة بهذه الأسماء حتى اليوم.

## الخصائص الجغرافية
ترتفع مدينة نبل حوالي 410 أمتار فوق سطح البحر، بينما يبلغ ارتفاع مدينة حلب 385 متراً. تتمتع نبل بمناخ معتدل يميل إلى البرودة، بسبب موقعها في منطقة مفتوحة عند فتحة باب الهوى التي تعبرها رياح باردة نسبياً. كما تتأثر برطوبة البحر أحياناً، لكنها تسودها أجواء جافة بشكل عام. شتاؤها بارد، وربيعها معتدل وجذاب، وصيفها حار نسبياً لكنه أبرد من صيف مدينة حلب. تشهد أمطاراً موسمية متوسطة، وتتساقط الثلوج أحياناً على أطرافها الجبلية الشمالية.

### الموقع وأهميته
تقع مدينة نبل شمال مدينة حلب على بعد حوالي 20 كم، على الطريق العام الدولي المعروف بطريق عنتاب، الذي يربط حلب بمنطقتي أعزاز وعفرين. لمدينة نبل مدخل خاص مشجّر ومضاء، متفرع غرباً من الطريق العام بطول 3 كم، ويزين هذا المدخل قنطرة معمارية جميلة.
يتمتع موقع نبل بأهمية جغرافية وتاريخية كبيرة، إذ تشكل نقطة مركزية تحيط بها العديد من المدن التاريخية الأثرية في نصف دائرة قطرها حوالي 15 كم، تمتد من الشمال إلى الغرب ثم الجنوب من المدينة. ترتبط نبل بهذه المدن التاريخية عبر شبكة طرق معبدة تمتد عبر السهول والجبال المحيطة، ما يجعلها همزة وصل بين المناطق والبلدات والقرى الواقعة شرق وشمال نبل من جهة، وبينها وبين مدينة حلب جنوباً من جهة أخرى.

### القرى المحيطة
تضم المنطقة المحيطة بنبل العديد من القرى الأثرية والتاريخية، من بينها: كيمار، الكالوتي، براد (التي تحتوي على بقايا كنيسة مار مارون)، عين دارة، عقيبة، خراب شمس، برج القاص، برج حيدر، وصولاً إلى قلعة ودير سمعان، وأخيراً قصر المشبك الواقع تقريباً في منتصف الطريق بين قلعة سمعان ومدينة حلب.
تظل هذه القرى شاهداً حياً على أهمية المنطقة التاريخية ودورها الحضاري، إذ تحتوي على آثار وأوابد تحتاج إلى جهود كبيرة لإبرازها للعالم كبؤرة حضارية عبر التاريخ الإنساني.

## معالم

### التل الأثري
يتوسط مدينة نبل تل أثري ترابي ضخم أجرد، يُعرف باسم "تل نبل الأثري". ترتفع أطرافه الشمالية والجنوبية والشرقية عن الأرض المحيطة به كجرف، وتلاصقت عند أقدامه العديد من البيوت والمحلات التجارية.
أما الجهة الغربية من التل، فتمتد تدريجياً حتى تصبح على مستوى الأرض المحيطة، وقد بُنيت على سفحه العديد من البيوت والمحلات التي حجبت التل بالكامل، مما يجعل من الصعب رؤيته إلا من مكان مرتفع وبعيد.
حتى الآن، لم تُجرَ أي عمليات مسح أو تنقيب أثرية على التل للكشف عن مكنوناته التاريخية والأثرية.
تقع الساحة العامة الكبيرة في السفح الغربي الجنوبي للتل، ويقع في غرب الساحة جامع علي بن أبي طالب ذو المئذنة العالية، بينما تتوسط الساحة نافورة زخرفية.

## نبل والأحداث السورية

### حصار نبل والزهراء
في أواخر شهر تموز 2012، تم قطع الطريق الواصل بين مدينتي الزهراء ونبل إلى حلب بشكل تام، مما منع أهالي المدينتين من التنقل من وإلى حلب، وبدأ حصار على مدينتي الزهراء ونبل.
تطور هذا الحصار على مراحل، فبعد إغلاق الطريق العام المؤدي من الزهراء ونبل إلى حلب، تجمعت كتائب من الجيش السوري الحر خارج المدينتين ومنعوا أهاليهما من التزود بالمؤن والغذاء والدواء، وقطعوا الطريق المؤدي من الزهراء ونبل إلى منطقة عفرين، والذي يمتد عبر القرى الموجودة في الجهة الغربية والشمالية من المدينتين.
اشتد الحصار تدريجياً، وخاصة بعد احتلال ميليشيا حزب الله لمدينة القصير في محافظة حمص، حيث انطلقت عملية أطلقت عليها تسمية "صدى القصير"، أُطلقت خلالها عشرات قذائف الهاون وصواريخ الغراد على المدينتين.

### فك الحصار
في 3 فبراير 2016، تمكنت قوات الجيش السوري مع القوات الرديفة والحليفة، وعدد كبير من رجال نبل والزهراء، من فك الحصار عن المدينتين.

### التحرير
في 30 نوفمبر 2024، تم تحرير المدينتين من الميليشيات الإيرانية، وتم إرجاع السكان وتأمينهم بعد فرارهم، خلافاً لما كان يُشاع عن الجيش السوري الحر.